# Polina Guryeva
Polina Gurýeva (Asgabade, 5 de outubro de 1999) é uma halterofilista turcomena.

## Carreira
Gurýeva competiu nos Jogos Olímpicos de Verão de 2020 em Tóquio e conquistou a medalha de prata na prova -59kg feminino. Esta foi a primeira medalha olímpica conquistada pelo Turcomenistão.